# Resolutie 2349 Veiligheidsraad Verenigde Naties
Resolutie 2349 van de Veiligheidsraad van de Verenigde Naties werd op 31 maart 2017 unaniem aangenomen door de VN-Veiligheidsraad. De resolutie veroordeelde de terreuraanslagen en geweldplegingen door de terreurgroepen Boko Haram en Islamitische Staat in de landen Nigeria, Niger, Kameroen en Tsjaad, en vroeg meer steun aan die landen in hun strijd tegen de terreurgroepen en om een hongersnood in de regio te vermijden. Het was de eerste resolutie van de VN-Veiligheidsraad over Boko Haram in het Tsjaadmeerbassin.

## Standpunten
De vertegenwoordiger van Kameroen, die in naam van de Tsjaadmeerbekkencommissie (LCBC) sprak, zei dat de landen rond het Tsjaadmeer moesten besparen op onderwijs en gezondheidszorg om tegen terrorisme te strijden. Hij hoopte dat ze na deze resolutie meer steun zouden krijgen. Zijn Nigeriaanse collega zei dat de bevolking rond het meer hulp nodig had. Dat het meer veel kleiner was geworden – van 26 000 km² in de jaren 1960 tot 1500 km² in 2000 – maakte het voor hen nog moeilijker.
Egypte merkte op dat de onderhandelingen duidelijk hadden gemaakt dat de manier waarop resoluties tot stand kwamen verbeterd moest worden. Dat moest transparant zijn en alle leden moesten eraan kunnen deelnemen; in dit geval gold dit zeker voor de Afrikaanse landen. Er moest ook rekening worden gehouden met de opmerkingen van de betrokken landen, teneinde te vermijden dat men zich moeide met interne aangelegenheden van landen en over de stand van zaken ter plaatse te beschikken.
Rusland had de resolutie gesteund, omdat het belangrijk was dat de Veiligheidsraad eensgezind was over de kwestie. Er was echter niet met alle opmerkingen van het land rekening gehouden. Zo vond men het verkeerd om de situatie in het Tsjaadmeerbekken een conflict te noemen; het ging om terrorisme. Ook werd niet erkend dat bepaalde landen zich er ongeoorloofd mee hadden bemoeid, zoals ook in Libië was gebeurd. Ook vond men dat de resolutie overhaast was, waardoor de tekst "te ruw" was. Ook Bolivia vond dat er te weinig tijd was geweest om over de tekst te onderhandelen.
Het Verenigd Koninkrijk wees erop dat het niet genoeg was om de aandacht op de kwestie te vestigen. Het in Oslo beloofde geld voor noodhulp moest snel ter beschikking worden gesteld om een hongersnood te vermijden. De 10 000 man sterke militaire taakgroep van de betrokken landen moest meer ondersteuning krijgen, zodat die het momentum in de strijd tegen Boko Haram en IS kon volhouden.

## Achtergrond
Boko Haram is een terreurorganisatie die in 2002 werd opgericht in het islamitische noorden van Nigeria. De groep bestrijdt alles wat westers is, en gebruikt daarbij alle mogelijke vormen van geweld. In 2009 begon Boko Haram een rebellie tegen de Nigeriaanse overheid. In 2014 lieerde de groep zich met IS. Dat jaar escaleerde het geweld verder, en raakten ook Kameroen, Tsjaad en Niger betrokken. In 2015 startten de vier landen een offensief, waarop Boko Haram werd teruggedrongen.
Door het geweld waren meer dan twee miljoen mensen op de vlucht geslagen. Daarenboven zorgde het opdrogen van het Tsjaadmeer voor voedselschaarste. De regio kampte daardoor met een humanitaire noodsituatie.

## Inhoud

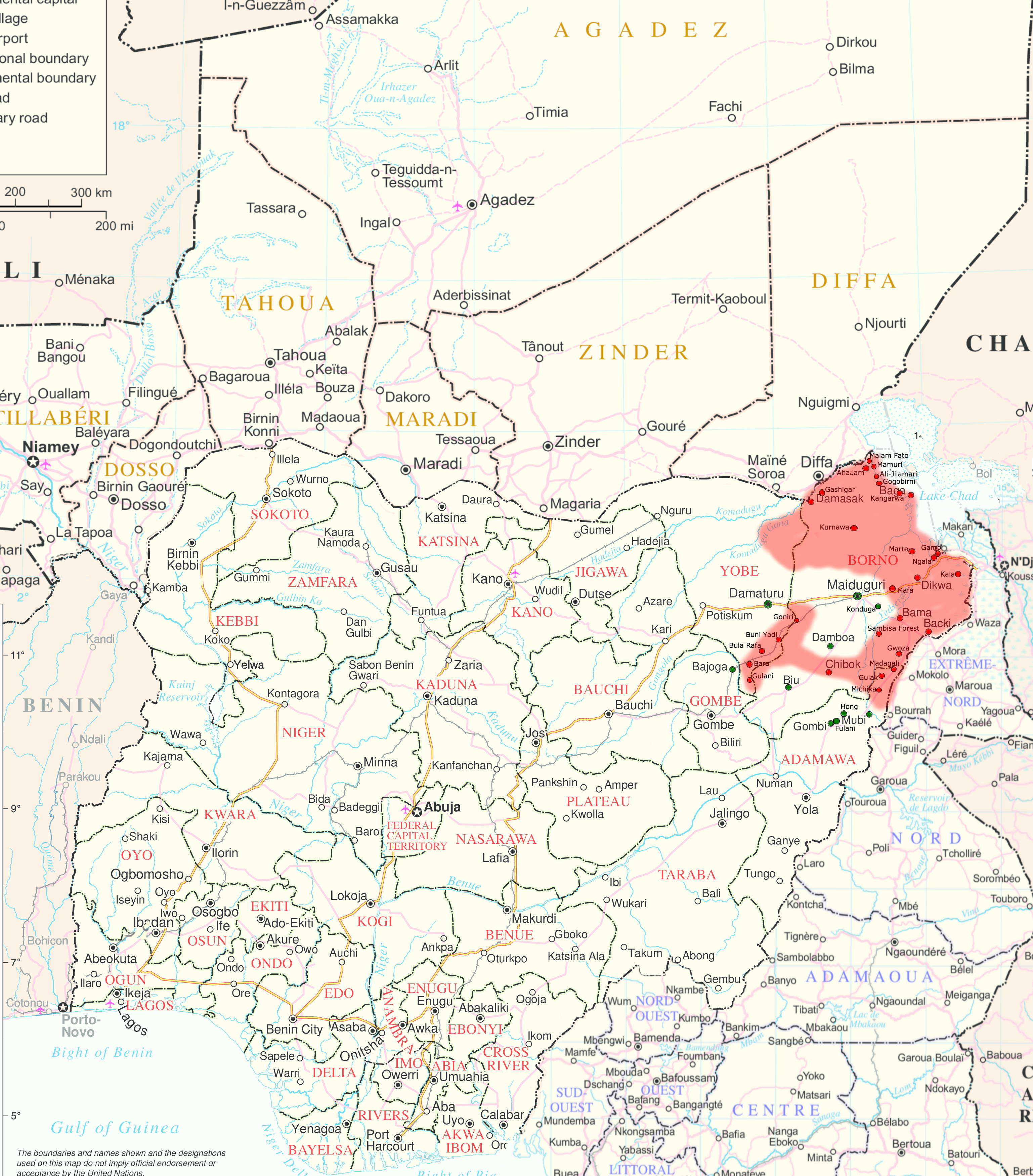
Het door Boko Haram gecontroleerde gebied in februari 2015.

Begin maart had men de regio rond het Tsjaadmeer bezocht voor overleg met Kameroen, Tsjaad, Niger en Nigeria over de problemen die waren ontstaan door het geweld van de terreurgroepen Boko Haram en IS. De Veiligheidsraad veroordeelde de aanslagen en vele mensenrechtenschendingen die zij pleegden. Onder dat laatste vielen moorden, geweld tegen vooral vrouwen en kinderen, ontvoeringen, plunderingen, vernielingen, gedwongen huwelijken, verkrachtingen, seksuele slavernij en de inzet van kinderen. Zo werden er steeds vaker meisjes gebruikt voor zelfmoordaanslagen. Er waren veel mensen op de vlucht, en de humanitaire situatie was ernstig. In het noordoosten van Nigeria dreigde een hongersnood. Op een conferentie in Oslo was ca. 430 miljoen euro voor noodhulp toegezegd. Nigeria zelf voorzag ook 940 miljoen euro voor hulp en om de regio te ontwikkelen.
De landen in de regio werden aangespoord hun militaire samenwerking verder te verbeteren. Samen met Benin hadden ze een Multinationale Gezamenlijke Taakgroep gevormd die thans tegen Boko Haram vocht. Die moest dringend voorzien worden van mensenrechtenadviseurs en een genderadviseur. Andere landen werden opgeroepen de taakgroep te helpen financieren en ondersteunen. De betrokken landen werden voorts gevraagd een beleid te voeren dat mensen aanmoedigde om uit Boko Haram of IS te stappen en hen deradicaliseerde en herintegreerde, en de wapenhandel en mensenhandel aan te pakken. Alle landen moesten maatregelen nemen om de financiering van de terreurgroepen af te snijden.
Groeperingen als Boko Haram en IS hadden de armoede en zwakke overheden in de regio rond het Tsjaadmeer aangegrepen om voet aan de grond te krijgen. Het was dus zaak te investeren in gezondheidszorg, onderwijs, landbouw, infrastructuur, handel, sociale samenhang, goed bestuur en ordehandhaving om de regio te ontwikkelen. In Nigeria moest het Buhari-plan van president Muhammadu Buhari met investeringen in energie, wegen, spoorlijnen, fabrieken en landbouw de economie aanzwengelen. Ook de Nigerse president Mahamadou Issoufou beoogde met zijn Renaissance-programma de economie van zijn land te doen groeien door olielicenties te verkopen en veertien miljard euro te investeren in onder meer infrastructuur en landbouw. In Kameroen investeerde president Paul Biya 150 miljoen euro in een jeugdprogramma om jongeren op te leiden en werk te verschaffen of financieel te ondersteunen als ze een onderneming zouden starten. In Tsjaad draaide het eerste van drie vijfjarenplannen in het kader van het plan "Vision 2030: het Tsjaad dat we willen" om betere toegang tot water en het efficiënter gebruik ervan in de landbouw. Ook de LCBC had een Ontwikkelings- en klimaatactieplan opgesteld om de armoede rondom het Tsjaadmeer aan te pakken en de voedselveiligheid te verzekeren, onder meer door te investeren in het beheer van natuurlijke rijkdommen en water en hdoor et ondersteunen van de voedselproductie en de handel. Men erkende dat de klimaatverandering mede aan de basis lag van de instabiliteit in de regio. Het land verdroogde en water werd schaarser, waardoor er voedselonzekerheid ontstond.
Lijst ·  2337 ·  2338 ·  2339 ·  2340 ·  2341 ·  2342 ·  2343 ·  2344 ·  2345 ·  2346 ·  2347 ·  2348 ·  2349 ·  2350 ·  2351 ·  2352 ·  2353 ·  2354 ·  2355 ·  2356 ·  2357 ·  2358 ·  2359 ·  2360 ·  2361 ·  2362 ·  2363 ·  2364 ·  2365 ·  2366 ·  2367 ·  2368 ·  2369 ·  2370 ·  2371 ·  2372 ·  2373 ·  2374 ·  2375 ·  2376 ·  2377 ·  2378 ·  2379 ·  2380 ·  2381 ·  2382 ·  2383 ·  2384 ·  2385 ·  2386 ·  2387 ·  2388 ·  2389 ·  2390 ·  2391 ·  2392 ·  2393 ·  2394 ·  2395 ·  2396 ·  2397